# Sayen Rocks
Die Sayen Rocks sind zwei nur aus nördlicher Blickrichtung sichtbare Felsvorsprünge im westantarktischen Ellsworthland. In den Jones Mountains ragen sie nahe der vereisten Gipfelkrone zwischen dem Miller Crag und dem Sutley Peak auf.
Eine Mannschaft der University of Minnesota, die von 1960 bis 1961 die Jones Mountains erkundete, kartierte sie. Das Advisory Committee on Antarctic Names benannte sie 1963 nach Lawrence D. Sayen (* 1939) von der United States Navy, Fotograf bei der Flugstaffel VX-6, der im Januar 1961 an der Erstellung von Luftaufnahmen der Jones Mountains beteiligt war.